# Crivitz (cratera)
Crivitz é uma cratera de impacto em Marte. Seu nome vem da pequena cidade de  Crivitz, em Mecklemburgo-Pomerânia Ocidental, Alemanha. A cratera tem um diâmetro de 6.1 km e se localiza na latitude 14.5º S e longitude 174.7º E, dentro da cratera Gusev, que é muito maior.
Seu nome foi proposto por Stephan Gehrke em 2002, na época um pesquisador associado do TU Berlin trabalhando em um software ortográfico e pesquisador visitante do Serviço Geológico dos Estados Unidos.